# Monica Geller
Monica Geller (Monica E. Geller-Bing) este un personaj fictiv, din serialul Friends, creat de David Crane și Marta Kauffman. Este interpretat de Courteney Cox Arquette.
Monica este sora mai mică a lui Ross. În copilărie era extrem de supraponderală. După ce, la o masă de Ziua Recunoștinței, Chandler Bing, noul prieten al lui Ross, o face grasă, slăbește până la o greutate normală în timpul primului an de facultate. Tot Chandler îi sugerează în glumă să devină bucătar șef, după ce gustă dintr-o mâncare preparată de ea (macaroane cu brânză). După aprox. zece ani Chandler și Monica se îndrăgostesc unul de altul. Trei ani mai târziu se căsătoresc, iar peste încă trei ani înfiază doi copii, Jack și Erica. La sfârșitul serialului se mută împreună cu Chandler și cu cei doi copii ai lor nou-născuți în suburbia New York-ului, Westchester.
Împărțea apartamentul cu Phoebe Buffay, care însă s-a mutat cu bunica sa. Următoarea colegă de cameră a ei este Rachel Green, cu care va locui până se va muta cu Chandler. Până la Chandler, Monica are o relație mai serioasă cu Dr. Richard Burke, un prieten de-al tatălui ei.
Personalitatea sa poate fi desrisă în câteva cuvinte: este obsedată de curățenie și ordine, îi place să facă pe șefa și este foarte competitivă, în special cu fratele ei, Ross. Este bucătar șef. Locurile sale de muncă sunt restaurantele Iridium, Moondance Diner, Allesandro's și Javu. În cadrul familiei se simte neglijată, părinții ei, Jack și Judy Geller avantajându-l vizibil pe Ross.